# Кралски паркове в Лондон
Кралските паркове в Лондон са паркове в Лондон, които първоначално са собственост на британското кралско семейство. Целта е била парковете да служат като източник на забавление на кралското семейство – най-вече като ловни райони.
През 18-и и 19 век много от парковете са станали публични открити пространства.
Днес има осем кралски парка, заемащи площ от приблизително 2000 хектара от територията на Голям Лондон:
- Буши парк, 445 хектара [1]
- Грийн Парк, 19 хектара [1]
- Гринуич парк, 74 хектара [1]
- Хайд парк, 142 хектара [1]
- Кенсингтън Гардънс, 111 хектара [1]
- Риджънтс парк, 166 хектара [1]
- Ричмънд парк, 955 хектара, [2]
- Сейнт Джеймс парк, 23 хектара [1]